# 池田道雄
池田 道雄（いけだ みちお、1950年11月9日 - ）は、日本の実業家。JX日鉱日石エネルギー（現・ENEOS）株式会社顧問・元取締役副社長。

## 人物・経歴
1974年、上智大学経済学部経済学科卒業。同年4月、三菱石油（現・ENEOS）株式会社に入社。同社輸入部製品課長、海外事業部企画グループマネージャー、経営企画部次長等を歴任。1999年の日本石油との合併以降は、グループの経営・企画・戦略に携わった。執行役員、取締役、取締役常務執行役員等を経て、2012年に同社取締役副社長執行役員に就任。2015年、同社顧問に就任。